# 北禅寺
北禅寺（山城国安国寺）（ほくぜんじ）は、現在の京都府京都市四条大宮にあった臨済宗の寺院。山号は神鶏山。

## 歴史

### 臨済宗京都十刹
足利直義（1306～52）の開基、大同妙喆を開山とし、1341年、（暦応4年）十刹に列せられる。その後、南北朝初期、無徳至孝が住持しているときに山城国安国寺となる。が、その後、東福寺の法幢院と合併し、現存しない。山城国安国寺が廃寺となった年は判っていない。